# تولژ
تولژ (به صربی: Tulež) یک منطقهٔ مسکونی در صربستان است که در آرانجلوواس واقع شده‌است. تولژ ۷۶۱ نفر جمعیت دارد.